# Жорж Жере
Жорж Жере́ (фр. Georges Géret, при народженні Антуа́н Жере́ (фр. Antoine  Géret); 18 жовтня 1924, Ліон, Франція — 7 квітня 1996, Париж, Франція) — французький актор театру, кіно та телебачення, популярний у 1960-1970-х роках. Радянським кіноглядачам був відомий головним чином за ролями в міні-серіалах — екранізаціях романів Гюго та Бальзака — Жана Вальжана в «Знедолених» й Вотрена у «Блиску і злиднях куртизанок».

## Біографія
Жорж Жере (справжнє ім'я якого Антуан Жере) народився 18 жовтня 1924 року в Ліоні, у Франції. Залишившись в ранньому віці без батька, виховувався матір'ю. З дитячих років грав в любительському театрі. У 28-річному віці переїхав до Парижу. У 1959-му приєднався до акторського колективу Національного народного театру під керівництвом режисера Жана Вілара.
З 1954 року почав зніматися в кіно. У 1964-у році знімався у фільмі режисера Луїса Бунюеля «Щоденник покоївки», в 1967-му — у фільмі режисера Лукіно Вісконті «Сторонній». Грав ролі у фільмах таких режисерів, як Рене Клеман, Клод Лелуш, Едуар Молінаро, Крістіан-Жак, Бернар Бордері, Теренс Янг, О. О. Алов і В. Н. Наумов, та багатьох інших. Знімався в кінофільмах «Нескорений» (1964), «Грім небесний» (1965), «Чи горить Париж?» (1966), «Сором'язливий Роже» (1966), «Дзета» (1969), «Людина із зв'язками» (1970), «Хто є хто»? (1978) «Гра в чотири руки» (1979), «Тегеран-43» (1980), та ін. В період з 1954-го по 1992 роки знявся у понад 80-ти кінофільмах різних жанрів (драми, комедії, мелодрами, детективи, трилери) в різних країнах Європи, США і СРСР як у головних, так і в ролях другого плану та епізодах.
Жорж Жере також працював на телебаченні з такими режисерами, як Рене Луко, Стелліо Лоренці, Клод Барма та ін. Помітними роботами актора на телебаченні стали ролі в екранізаціях французької класичної літератури: у 1972-у році — роль Жана Вальжана в міні-серіалі за романом Гюго «Знедолені» режисера Марселя Блюваля, у 1975-му — роль Вотрена в міні-серіалі за романом Бальзака «Блиск і злидні куртизанки» режисера Моріс Казнева.
Окрім роботи в кіно і на телебаченні, Жорж Жере грав в театрі у виставах за п'єсами «Тартюф» Мольєра, «Лорензаччо» Мюссе, Гольдоні, Брехта, Жироду, Клоделя та ін.
Жорж Жере помер 7 квітня 1996 року в Парижі (Франція), в результаті захворювання раком на 71 році життя.

## Фільмографія (вибіркова)
Всього у фільмографії артиста налічується понад 90 фільмів.
| Рік  | Назва                                  | Оригінальна назва                     | Роль                    | Примітки        |
| ---- | -------------------------------------- | ------------------------------------- | ----------------------- | --------------- |
| 1954 | Розстрига                              | Le défroqué                           |                         |                 |
| 1955 | Ночі Монмартру                         | Les nuits de Montmartre               |                         |                 |
| 1956 | Людина із золотими ключами             | L'homme aux clefs d'or                |                         |                 |
| 1957 | Пані віддають перевагу мамбо           | Ces dames préfèrent le mambo          |                         |                 |
| 1958 | Пустинна Пігаль                        | Le désert de Pigalle                  | Рене                    |                 |
| 1960 | Ватажок                                | Le caïd                               | Джо                     |                 |
| 1961 | Королева Марго                         | La reine Margot                       |                         | телевізійний    |
| 1961 | Обпалена Сахара                        | Le Sahara brûle                       |                         |                 |
| 1962 | Ліфт                                   | Le monte — charge                     |                         |                 |
| 1962 | Сходи подружнього життя                | Climats                               |                         |                 |
| 1963 | Шевальє де Мезон-руж                   | Le chevalier de Maison Rouge          | Сімон                   | ТБ, міні-серіал |
| 1964 | Прекрасним літнім ранком               | Par un beau matin d'été               | Макс                    |                 |
| 1964 | Вікенд в Зюйдкооті                     | Week-end à Zuydcoote                  | Піно                    |                 |
| 1964 | Мата Харі, агент H-21                  | Mata Hari, agent H-21                 |                         |                 |
| 1964 | Щоденник покоївки                      | Le journal d'une femme de chamber     | Жозеф                   |                 |
| 1964 | Нескорений                             | L'insoumis                            | лейтенант Фразер        |                 |
| 1965 | Грім небесний                          | Le tonnerre de Dieu                   | Роже                    |                 |
| 1965 | Вбивця у спальному вагоні              | Compartiments tueurs                  |                         |                 |
| 1966 | Чи горить Париж?                       | Paris brûle-t-il?                     | пекар                   |                 |
| 1966 | Маки — це також квіти                  | The poppy is also a flower            | суперінтендант Роше     |                 |
| 1966 | Сором'язливий Роже                     | Roger la honte                        |                         |                 |
| 1967 | Сторонній                              | Lo straniero                          | Раймон                  |                 |
| 1968 | Тихе містечко за містом                | Un tranquillo posto di campagna       | Аттіліо                 |                 |
| 1969 | Дзета                                  | Z                                     | Нік                     |                 |
| 1969 | Наречена пірата                        | La fiancée du pirate                  | Гастон Дювальє          |                 |
| 1970 | Людина із зв'язками                    | Le pistonné                           | корсиканець-ад'ютант    |                 |
| 1971 | Ногами в небо                          | Les jambes en l'air                   |                         |                 |
| 1972 | Знедолені                              | Les misérables                        | Жан Вальжан             | ТБ, міні-серіал |
| 1973 | Одинак                                 | Le solitaire                          |                         |                 |
| 1973 | Божевільний                            | Le dingue                             |                         |                 |
| 1974 | Рокова підміна                         | Par le sang des autres                | інспектор поліції Кольє |                 |
| 1974 | Чужою кров'ю                           | Par le sang des autres                |                         |                 |
| 1974 | Покровитель                            | Le protecteur                         |                         |                 |
| 1975 | Блиск і злидні куртизанок              | Splendeurs et misères des courtisanes | Вотрен (аббат Еррера)   | ТБ, міні-серіал |
| 1975 | Уявна безвихідь                        | Le faux — cul                         |                         |                 |
| 1975 | Зацькований                            | La traque                             |                         |                 |
| 1976 | Спермула                               | Spermula                              | Гроп                    |                 |
| 1976 | Зубоскал                               | Le ricain                             |                         |                 |
| 1977 | І хай живе свобода!                    | Et vive la liberté!                   | сержант                 |                 |
| 1978 | Кохання під знаком питання             | L'amour en question                   | комісар Лашо            |                 |
| 1979 | Гра в чотири руки                      | Le guignolo                           | Жозеф                   |                 |
| 1979 | Хто є хто?                             | Flic ou voyou                         | Теодор Мюзар            |                 |
| 1979 | Обличчя іншого                         | La gueule de l'autre                  |                         |                 |
| 1980 | Тегеран-43                             |                                       | «Деннис Пю»             |                 |
| 1980 | Знак Фуракса                           | Signé Furax                           |                         |                 |
| 1981 | Одні та інші                           | Les uns et les autres                 |                         |                 |
| 1982 | За мільйон доларів тобі нічого не буде | Pour cent briques t'as plus rien      | Боувар                  |                 |
| 1982 | Повстанка                              | La guérilléra                         | Марішаль                |                 |
| 1983 | Темна конячка                          | La bête noire                         | мосьє Гуйо              |                 |
| 1983 | Привіт, блоха                          | Salut la puce                         | поет                    |                 |
| 1984 | Невідкладна допомога                   | Urgence                               | Патрік Вілар            |                 |
| 1984 | Автограф                               | Das Autogramm                         | доктор Галло            |                 |
| 1986 | Готель в раю                           | Hôtel du paradis                      | доктор Жакоб            |                 |
| 1986 | Вихід — вхід                           | Exit — exil                           | Йоахім                  |                 |
| 1988 | Дівчата з вулиці Панісперна            | I ragazzi di via Panisperna           | Франсіс                 |                 |
| 1988 | Маленький Рим                          | Little Roma                           | дон Сантіно             | телевізійний    |
| 1992 | Невідомий у будинку                    | L'inconnu dans la maison              | Анже Брунетті           |                 |